# Skillingssjön
Skillingssjön är en sjö i Örnsköldsviks kommun i Ångermanland och ingår i Gideälvens huvudavrinningsområde. Sjön har en area på 1,76 kvadratkilometer och ligger 81 meter över havet. Sjön avvattnas av vattendraget Skillingsbäcken.

## Delavrinningsområde
Skillingssjön ingår i det delavrinningsområde (703367-166010) som SMHI kallar för Utloppet av Skillingssjön. Medelhöjden är 88 meter över havet och ytan är 6,01 kvadratkilometer. Det finns inga avrinningsområden uppströms utan avrinningsområdet är högsta punkten. Skillingsbäcken som avvattnar avrinningsområdet har biflödesordning 2, vilket innebär att vattnet flödar genom totalt 2 vattendrag innan det når havet efter 9,5 kilometer. Avrinningsområdet består mestadels av skog (61 procent). Avrinningsområdet har 1,74 kvadratkilometer vattenytor vilket ger det en sjöprocent på 29 procent.